# Beni Hasan

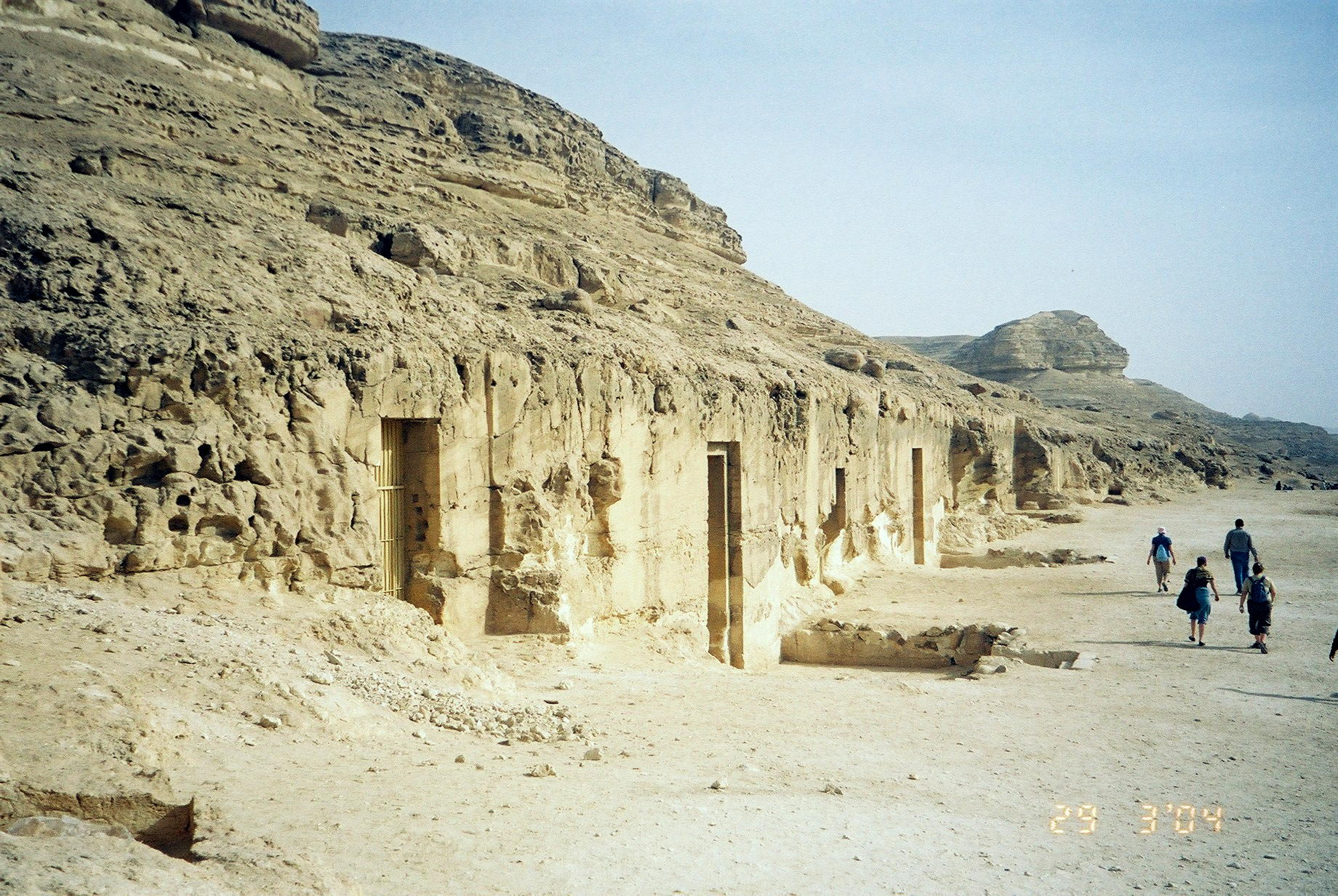
Hrobky Chetyho a Baqet III.

Beni Hasan (psáno také jako Bani Hasan, nebo Beni-Hassan) (v arabštině بني حسن) bylo staroegyptské pohřebiště. Nachází se přibližně 20 kilometrů na jih od dnešního města Minjá v oblasti známé jako Střední Egypt (tj. oblast mezi Asyutem a Memfisem).
Ačkoliv zde nalezneme nějaké hrobky Staré říše, byla tato nekropole využívána hlavně v období Střední říše.
Na jih od pohřebiště se nachází chrám postavený královnou Hatšepsut a Thutmosem III. zasvěcený místní bohyni Pachet. Je známý jako Artemidina jeskyně, protože Řekové spojovali egyptskou bohyni Pachet s řeckou bohyní Artemis.

## Pohřebiště
Nomarchové ze Střední říše byli i nadále pohřbíváni ve skalních hrobkách ve svých místních hřbitovech v místech jako je Beni Hasan. Existují důkazy o reorganizaci vládního systému během 12. dynastie. Během prvního přechodného období a po dobu Střední říše bylo běžné, že nomarchové (lidé, kteří spravují určenou oblast tzv. nom), měli své pozice dědičné, jako v Staré říši. Ve 12. dynastii se začala moc nomarchů omezovat a nomarchové museli být stanoveni nebo alespoň potvrzeni králem.
Nachází se zde ze Střední říše 39 hrobek nomarchů z nomu Antilopy se sídlem v Hebenu. Kvůli vzdálenosti od útesů na západě byly tyto hrobky postaveny na východním břehu. Na tomto hřbitově je prostorové rozmístění (jsou zde dva hřbitovy: horní pásmo a dolní nekropole) spojené s bohatstvím, které měl zesnulý k dispozici; nejdůležitější lidé byli pohřbeni blízko vrcholu útesu. Na dolním hřbitově je 888 šachtových hrobek pocházejících ze Střední říše, které vykopal John Garstang; z větší části tyto hrobky sdílely podobný základní vzhled, který zahrnoval malou místnost nebo výklenek na úpatí šachty, aby tudy mohla být vložena rakev.
Na horní část pohřebiště si bohatí stavěli nápadné hrobky, které reprezentovali jejich společenské a politické postavení jako vládců a úředníků z nomu Antilopy, což je 16. nom Horního Egypta. Na tomto místě byla zdejší vysoká vrstva pohřbena ve velkých a komplikovaně zdobených hrobkách vytesaných do vápencových útesů poblíž hlavního města nomu, umístěného v horní části hřbitova. Tyto hrobky leží v řadě ze severu na jih. Na přírodní skalní plošině, na které se otevírají, dochází k mírnému přerušení, které rozděluje těch 39 vysoce postavených hrobek na dvě skupiny. Základním designem těchto elitních hrobek byl vnější dvůr a sloupová místnost řezaná do skály (někdy označovaná jako kaple), ve které byla šachta, která vedla k pohřební komoře.
Některé z větších hrobek mají životopisné nápisy a byly pokryty scénami každodenního života a z válek. Jsou známé značnou kvalitou svých obrazů. V dnešní době je mnoho z těchto scén ve velmi špatném stavu, v 19. století byly zhotoveny kopie několika z nich.

## Pozoruhodné hrobky

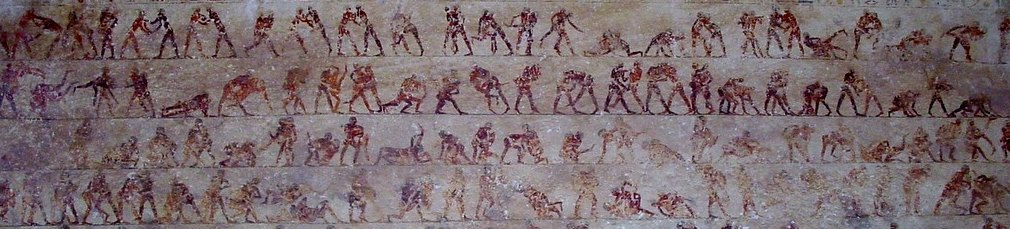
Detail scén ze zápasů v hrobce 15.

4 z 39 hrobek jsou přístupné veřejnosti. Pozoruhodné hrobky jsou:
- Hrobka 2 – Amenemhat, známý jako Ameny, nomarch za vlády Senusreta I (přístupná).
- Hrobka 3 – Chnumhotep II, známý pro zobrazení karavanů semitských obchodníků (přístupná).
- Hrobka 4 – Chnumhotep IV, nomarch během 12. dynastie (uzavřená).
- Hrobka 13 – Chnumhotep, královský písař během 12. dynastie (uzavřená).
- Hrobka 14 – Chnumhotep I, nomarch za vlády Amenemhat I (uzavřená).
- Hrobka 15 – Baqet III, pozoruhodná pro zobrazení technik zápasů (přístupná).
- Hrobka 17 – Chety, nomarch během 11. dynastie, syn Baqeta; pozoruhodné pro znázornění toho, co mohou být míčové hry (přístupná).
- Hrobka 21 – Nacht, nomarch během 12. dynastie (uzavřená).
- Hrobka 23 – Netšernacht, dozorce Východní pouště během 12. dynastie (uzavřená).
- Hrobka 27 – Ramušenty, nomarch během 11. dynastie (uzavřená).
- Hrobka 29 – Baqet I, nomarch během 11. dynastie (uzavřená).
- Hrobka 33 – Baqet II, nomarch během 11. dynastie (uzavřená).